# سفارة تركيا في إيطاليا
سفارة تركيا في إيطاليا هي أرفع تمثيل دبلوماسي لدولة تركيا لدى إيطاليا. تقع السفارة في روما وهي تهدف لتعزيز المصالح التركية في إيطاليا.

## وصلات خارجية
- قائمة سفارات تركيا
- قائمة السفارات في إيطاليا